# Edinburgh Challenger 2002
L'Edinburgh Challenger 2002 è stato un torneo di tennis facente parte della categoria ATP Challenger Series nell'ambito dell'ATP Challenger Series 2002. Il torneo si è giocato a Edimburgo in Gran Bretagna dal 6 al 12 maggio 2002 su campi in terra verde.

## Vincitori

### Singolare
Alexandre Simoni ha battuto in finale  Jean-René Lisnard con il punteggio di 6–3, 6–3

### Doppio
Jeff Coetzee /  Myles Wakefield hanno battuto in finale  Jordan Kerr /  Grant Silcock con il punteggio di 6–4, 7–6(6)